# هیپرکلسترولمی فامیلی
هیپرکلسترولمی فامیلی (به انگلیسی: Familial Hypercholesterolaemia) به اختصار FH،  یک اختلال ژنتیکی است که با سطوح بالای کلسترول، به ویژه سطوح بسیار بالای لیپوپروتئین کم چگال (LDL، «کلسترول بد»)، در خون و بیماری های قلبی عروقی اولیه مشخص می شود. از آنجایی که تغییرات بیوشیمیایی پایه بدن در افراد مبتلا به FH کمی متفاوت است، سطح کلسترول بالای آنها کمتر به انواع روش های کنترل کلسترول، که معمولاً در افراد بدون FH مؤثرتر هستند (مانند اصلاح رژیم غذایی و قرص های استاتین)، پاسخ می‌دهد.

## علائم بالینی
افزایش کلسترول خون از زمان تولد در هتروزیگوتها و هموزیگوتها وجود دارد، اما هموزیگوتها بیماری شدیدتری دارند. غلظت کلسترول خون ۶۰۰ تا ۱۲۰۰ میلی گرم در صد است. معمولاً اولین تظاهر بالینی بیماری ظهور گزانتوم است که ممکن است مسطح، توبروز یا تاندینو باشد. گزانتوما به ویژه بر روی تاندون آشیل و تاندونهای اکستنسور دست‌ها، نوع توبروز آن بر روی آرنجها، زانوها و سایر جاها، نوع زیر پریوستی آن در زیرزانو در برجستگی استخوان تیبیا و آرنج بروز می‌کند. گزانتوم پوستی برنگ نارنجی روشن یا زرد است و بر روی باسنها و دست‌ها، پرده بین انگشتی بین انگشتان اول و دوم و گاهی بر روی زبان یا مخاط دهان ظاهر می‌شود. یک قوس مشابه قوس پیری در قرنیه در افراد هموزیگوت مبتلا قبل از ۱۰ سالگی دیده می‌شود. نتیجه بالینی بسیار مهم ابتلا به این بیماری، وقوع اترواسکلروز شدید شریان آئورت و شرائین کرونر و عروق محیطی و مغزی به‌طور زودرس می‌باشد بطوریکه در بیماران، آنژین بالینی در ۵ سالگی و سکته قلبی در ۱۸ ماهگی و ۳ سالگی گزارش گردیده است و اغلب بیماران تا ۳۰ سالگی بعلت این گرفتاری می‌میرند. رسوب گزانتوم بر روی اندوکارد و دریچه میترال و دریچه آئورت منجر به تنگی و نارسایی آن‌ها می‌شود. حملات راجعه التهاب مفصلی یا تنوسینویت در قوزک پا، مچ دست و مفاصل بین انگشتی پروگزیمال ۳ تا ۱۲ روز طول می‌کشد و سپس خودبخود خاموش می‌شود و ممکن است با سدیمانتاسیون بالا همراه باشد. در نوع هتروزیگوت بیماری، گزانتوم تا زمان مرگ توسعه می‌یابد و بر روی تاندونهایی نظیر آشیل روی می‌دهد. گزانتلاسما Xanthelasma که گزانتوم پلکی است معمولاً در هتروزیگوتها و در افرادی با کلسترول طبیعی دیده می‌شود، اما به ندرت در هموزیگوتها مشاهده می‌گردد. قوس قرنیه هم که در افرادی با متابولیسم چربی طبیعی دیده می‌شود، در %۱۰ هتروزیگوتها تا ۳۰ سالگی و در ۵۰٪ افراد طبیعی بالای ۳۰ سال مشاهده می‌شود. معمولاً تظاهرات بالینی بیماری شریان کرونر در دهه چهارم زندگی بروز می‌کند.

## نقص بیوشیمی
نقص در گیرنده لیپوپروتئین با تراکم پائین.

## توارث ژنتیکی
در هتروزیگوتها به صورت غالب تظاهر می‌کند و هموزیگوتها دو کپی غیرطبیعی از ژن ناقص را دارند.

## میزان بروز
نوع هتروزیگوت یک مورد در هر ۵۰۰ تولد زنده.

## روش تشخیص
- پلاسما: افزایش کلسترول (در هتروزیگوتها ۳۰۰ میلی گرم در صد و بالاتر، در هموزیگوتها بیش از ۶۰۰ میلی گرم در صد)، تری گلیسرید طبیعی، کاهش لیپوپروتئین با تراکم بالا.
- سابقه فامیلی مثبت: (بیماری قلبی عروقی و کلسترول بیش از ۲۶۰ میلی گرم در

صد در والدین).
- بررسی فعالیت گیرنده لیپوپروتئین با تراکم پائین: در فیبروبلاستها و لنفوسیتها.

## درمان
در صورتی میزان کلسترول کل بیشتر از ۲۲۰ میلی گرم در صد و میزان لیپوپروتئین با تراکم بالا طبیعی (بیشتر از ۳۵ میلی گرم در صد) باشد، با در نظر گرفتن میزان کلسترول اقدامات زیر لازم می‌باشد:
- اگر میزان کلسترول لیپوپروتئین با تراکم پائین ۱۳۰ تا ۱۵۰ میلی گرم در صد بود، بایستی مجدداً در عرض ۲ سال چک شود.
- اگر میزان کلسترول لیپوپروتئین با تراکم پائین بیشتر از ۱۵۰ میلی گرم در صد بود، بایستی کلسترول رژیم غذایی محدود شود.
- اگر میزان کلسترول لیپوپروتئین با تراکم پائین علیرغم استفاده از رژیم غذایی بمدت ۶ تا ۱۲ ماه بیشتر از ۱۹۰ میلی گرم در صد باشد یا به‌طور اولیه بیشتر از ۱۶۰ میلی گرم در صد باشد، دارودرمانی را مد نظر قرار دهید.
- اگر میزان کلسترول لیپوپروتئین با تراکم پائین بیشتر از ۲۵۰ میلی گرم در صد باشد، بیمار بایستی به مرکز بیماری‌های متابولیک انتقال یابد. جهت رژیم درمانی در هتروزیگوتها در صورتی که مصرف کلسترول روزانه کمتر از ۳۰۰ میلی گرم باشد، ترکیب چربی مصرفی را تعدیل کنید بطوریکه کمتر از یک سوم انرژی مصرفی روزانه از چربی تأمین گردد. در میان داروهای پیشنهاد شده رزینهای متصل شونده به آنیون نظیر کلستیرامین و کلستیپول که از بازیافت اسیدهای صفراوی جلوگیری کرده و باعث تحریک تشکیل گیرنده‌های لیپوپروتئین با تراکم پائین می‌شوند، غلظت کلسترول لیپوپروتئین با تراکم پائین را ۱۵ تا ۲۰ درصد کاهش می‌دهند. مقدار دارو بایستی بتدریج افزایش یابد تا روزانه به ۰٫۲ تا ۰٫۴ گرم به ازای هر کیلوگرم وزن بدن بیمار در ۲ تا ۳ دوز منقسم برسد. در درمان دارویی بیماران، سیتواسترین ۱ تا ۶ گرم روزانه، فیبراتها و مهارکننده‌های هیدروکسی متیل گلوتاریل کوآ ردوکتاز(استاتینها) را هم مد نظر داشته باشید. از گروه اخیر لوواستاتین و مواستاتین سطوح خونی کلسترول و لیپوپروتئین با تراکم پائین را کاهش داده و گبرنده‌های لیپوپروتئین با تراکم پائین را به‌طور معنی داری افزایش می‌دهند. درمان ترکیبی با کلستیرامین و لوواستاتین، سطوح کلسترول لیپوپروتئین با تراکم پائین را ۵۰ تا ۶۰ درصد کاهش می‌دهند. لوواستاتین، استاتینهای طبیعی تعدیل شده بطریق شیمیایی نظیر سیمواستاتین و پراواستاتین یا استاتینهای صناعی از قبیل آتورواستاتین، سریواستاتین و فلوواستاتین در درمان هتروزیگوتهای دچار هیپرکلسترولمی فامیلی و سایر انواع هیپرکلسترولمی استفاده می‌شوند. اثرات جانبی این داروها شامل سمیت کبدی وآسیب عضلانی است که ممکن است به صورت رابدومیولیز تظاهر کند. افزودن اسید نیکوتینیک به این داروها ممکن است تأثیر آن‌ها را بر روی کلسترول افزایش دهد. در چند بیمار هتروزیگوت، پیوند کبد میزان کلسترول پلاسما را طبیعی کرده و ضایعات عروق کرونر و گزانتومای بیماران را بر طرف کرده‌است. روش دیگر درمان، برداشتن لیپوپروتئین با تراکم پائین توسط پلاسمافرز یا آفرز هفتگی یا دو هفته یکبار است که غلظت کلسترول خون را کاهش داده و باعث بهبود ضایعات عروق کرونر و گزانتوم می‌گردد. از روش آناستوموز پورت- کاو و ژن درمانی نیز در درمان این بیماری می‌توان استفاده نمود. متأسفانه در هموزیگوتها رژیم درمانی و مصرف دارو مؤثر نمی‌باشد.

اخیرا داروی اولوکومب ( Evolocumab) 
از دسته داروهای Pcsk9 inhibitor 
تاییدیه سازمان غذا و دارو آمریکا رو گرفته و در درمان بیماران های‌پرکلسترولمی فامیلیال موثر می باشد
که در ایران با نام تجاری رپاتا Repatha موجود می باشد.
ب صورت تزریقی و هر دوهفته یکبار با دوز ۱۴۰ میلی گرم .

## پیگیری
هر ۳ تا ۶ ماه در طی درمان.

## آزمون تشخیص قبل از تولد
بررسی فعالیت گیرنده لیپوپروتئین با تراکم پائین در آمنیوسیتهای کشت شده و بررسی میزان کلسترول در نمونه خون جنینی.